# هاروکا تاتیشی
هاروکا تاتیشی (انگلیسی: Haruka Tateishi؛ زادهٔ ۲۸ سپتامبر ۱۹۹۴) Model، بازیگر اهل ژاپن است.